# Harvey Hart
Harvey Hart (n. 30 august 1928, Toronto, Ontario, Canada – d. 21 noiembrie 1989, New York City, New York, SUA) a fost un regizor canadian de film și televiziune și producător de televiziune.

## Biografie
Hart a studiat la Universitatea din Toronto înainte de a fi angajat de CBC⁠(d) în 1952. A creat acolo peste 30 de producții de televiziune, printre care și câteva episoade ale serialului antologie Festival, precum Home of the Brave (1961) și The Luck of Ginger Coffey (1961), adaptări ale unei piese de teatru din 1946 și ale unui roman din 1960.
În 1963 a părăsit CBC și s-a mutat în Statele Unite ale Americii, unde, în anii următori, a regizat episoade pentru mai multe seriale TV precum The Alfred Hitchcock Hour și Star Trek, precum și câteva filme de cinema, printre care Bus Riley's Back in Town (1965) și The Sweet Ride (1968).
S-a mutat înapoi la Toronto în 1970, unde a regizat mai multe lungmetraje, printre care Fortune and Men's Eyes (1971), The Pyx (1973), Shoot (1976) și Goldenrod (1976), pentru care a câștigat premiul Canadian Screen pentru cel mai bun regizor. La mijlocul anilor 1970 Hart a regizat patru episoade ale serialului de televiziune Columbo: By Dawn's Early Light (1974), A Deadly State of Mind (1975), Forgotten Lady (1975) și Now You See Him (1976).
În cursul anilor 1980 a continuat să-și împartă timpul între realizarea de filme în Canada și activitatea de televiziune în Los Angeles. A primit un Glob de Aur pentru cea mai bună miniserie sau film de televiziune pentru miniserialul East of Eden (1981) și un premiu Gemini pentru cea mai bună regie a unui miniserial sau program dramatic pentru filmul polițist de televiziune Passion and Paradise (1989).
Harvey Hart a murit în urma unui atac de cord în anul 1989.

## Filmografie (selecție)
- The Luck of Ginger Coffey (1961) (TV)
- Dark Intruder (1965) (TV, horror)
- Bus Riley's Back in Town (1965)
- Sullivan's Empire (1967)
- Viață dulce (1968)
- Fortune and Men's Eyes (1971)
- Mahoney's Last Stand (1972)
- The Pyx (1973)
- Goldenrod (1976)
- Rafală ucigașă (1976)
- Căpitani curajoși (1977)
- La răsărit de Eden (1981) (miniserial TV)
- The High Country (1981)
- Utilities (1983)
- Neglijență criminală (1985)
- Sex și suferință în Los Angeles (1986) (TV)
- Stone Fox (1987) (TV)
- Passion and Paradise (1989) (TV)